# Джонсон, Кэтрин (математик)
Кэ́трин Ко́улман Гобл Джо́нсон (при рождении — Крео́ла Кэтрин Коулман, в первом замужестве — Кэтрин Коулман Гобл) (англ. Katherine Coleman Goble Johnson; 26 августа 1918, Уайт-Салфер-Спрингс, Западная Виргиния, США — 24 февраля 2020, Ньюпорт-Ньюс, Виргиния, США) — американский математик-вычислитель, чьи астродинамические расчёты во время работы в НАСА имели решающее значение для успеха первого и последующих пилотируемых космических полётов США. За свою 33-летнюю карьеру в Национальном консультативном комитете по воздухоплаванию и затем в НАСА Джонсон заработала репутацию мастера сложных ручных вычислений и помогла впервые использовать компьютеры для выполнения различных задач. Космическое агентство отметило её «значимую роль как одной из первых афроамериканок-учёных в НАСА».
Работа Джонсон включала расчёт траекторий, стартовых окон и резервных путей возврата для космических полётов проекта «Меркурий», в том числе для астронавтов Алана Шепарда, первого американца в космосе, и Джона Гленна, первого американца на орбите, а также пути сближения для лунного модуля корабля «Аполлон» и командного модуля во время полётов на Луну. Её расчёты также были важны для начала программы «Спейс шаттл», и она работала над планами пилотируемого полёта на Марс. Она была известна как «человек-компьютер» за свои математические способности и умение работать с космическими траекториями.
В 2015 году президент США Барак Обама наградил Джонсон «Президентской медалью Свободы». В 2016 году астронавт НАСА Леланд Мелвин наградил её премией Серебряного Снупи и премией НАСА за групповые достижения. В 2019 году Джонсон была награждена Золотой медалью Конгресса США. В 2021 году она была занесена в Национальный зал славы женщин.

## Биография

### Ранние годы
Креола Кэтрин Коулман родилась 26 августа 1918 года в Уайт-Салфер-Спрингс, штат Западная Виргиния, в семье Джойлетт Роберты (урождённой Лоу) и Джошуа Маккинли Коулман. Она была младшей из четырёх детей. Её мать была учительницей, а отец — лесорубом, фермером и рабочим в отеле, сменив множество профессий.
Коулман с раннего возраста проявляла сильные математические способности. Поскольку округ Гринбрайер предлагал государственное образование для афроамериканских учащихся только до восьмого класса, Коулманы после отправили своих детей в школу в городе Институт после восьмого класса. Школа находилась на территории кампуса Колледжа штата Западная Виргиния. Коулман была зачислена в эту школу, когда ей было всего десять лет. Семья проживала в городе Институт в течение учебного года и возвращалась Уайт-Салфер-Спрингс летом.
После окончания средней школы в возрасте 14 лет Коулман поступила в Колледж штата Западная Виргиния, исторически чёрное высшее учебное заведение. Она прошла все курсы математики, предлагаемые колледжем. Её наставниками были несколько профессоров, в том числе химик и математик Энджи Тернер Кинг, которая была научным руководителем Коулман на протяжении всей средней школы, и Уильям Шиффелин Клейтор, третий афроамериканец, получивший докторскую степень по математике. Клейтор добавил новые курсы математики специально для Коулман. Она окончила колледж «с наибольшим почётом» в 1937 году, со степенью в области математики и французского языка, в возрасте 18 лет. Коулман была членом афроамериканского студенческого объединения Альфа Каппа Альфа. Позже Коулман устроилась преподавателем в школу для чернокожих в Мэрионе.
В 1939 году Коулман поступила в аспирантуру по математике. Она была первой афроамериканкой, поступившей в аспирантуру Университет Западной Виргинии в Моргантауне. Благодаря президенту колледжа, доктору Джону В. Дэвису, Коулман стала одной из трёх афроамериканских студентов и единственной девушкой, выбранной для поступления в аспирантуру после решения Верховного суда США 1938 года по делу Миссури в отношении Гейнс против Канады, где требовали от штатов, которые предоставляли государственное высшее образование белым студентам, предоставить его также и темнокожим студентам, либо созданием колледжей и университетов для чернокожих или приёмом темнокожих студентов в университеты, ранее предназначенные только для белых.

### Карьера

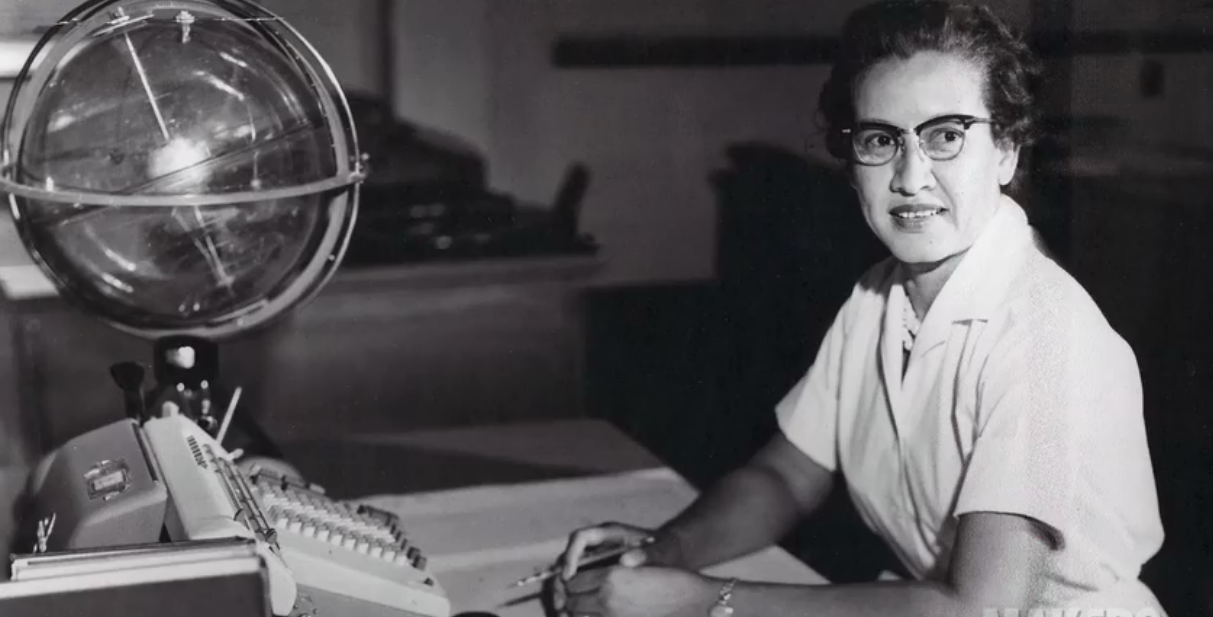
Кэтрин Джонсон за своим столом в исследовательском центре НАСА Лэнгли в 1960 году

Гобл решила сделать карьеру математика-исследователя, хотя афроамериканцам и женщинам было трудно войти в эту сферу. Первая работа, которую она нашла, была преподавательской. На встрече с родственниками в 1952 году один из присутствующих упомянул, что Национальный консультативный комитет по аэронавтике (NACA) нанимает математиков. В Мемориальной авиационной лаборатории Лэнгли, расположенной в Хэмптоне, штат Виргиния, недалеко от Лэнгли Филд, NACA наняло афроамериканских математиков, а также белых для своего отдела управления и навигации. Гобл приняла предложение агентства о работе в июне 1953 года.
С 1953 по 1958 год Гобл работала вычислителем, анализируя такие темы, как снижение воздействия порывов ветра на полёты самолётов. Изначально она была назначена в отдел компьютеров Западного региона, которым руководила математик Дороти Воган, после этого Гобл была переведена в отдел управления и контроля отдела летных исследований Лэнгли. В нём работали белые инженеры-мужчины. В соответствии с законами штата Виргиния о расовой сегрегации и федеральной сегрегацией на рабочем месте, введённой при президенте Вудро Вильсоне в начале XX века, Джонсон и другие афроамериканки в компьютерном пуле были обязаны работать, есть и пользоваться туалетами, которые были расположены отдельно от своих белых коллег. Их офис назывался «Цветные компьютеры». В интервью WHRO-TV Джонсон заявила, что она «не чувствовала сегрегации в НАСА, потому что там все занимались исследованиями. У вас была миссия, и вы работали над ней, и для вас было важно выполнять свою работу… и поиграй в бридж за обедом». Она добавила: «Я не чувствовала никакой сегрегации. Я знала, что она есть, но не чувствовала её».
С 1958 года до выхода на пенсию в 1986 году Гобл работала аэрокосмическим технологом, а затем перешла в отдел управления космическими кораблями. Она рассчитала траекторию космического полёта Алана Шепарда, первого американца, побывавшего в космосе, 5 мая 1961 года. Джонсон также рассчитала стартовое окно для его миссии «Меркурий-Редстоун-3» в 1961 году. Она составляла резервные навигационные карты для астронавтов на случай сбоев в электронике. Когда НАСА впервые использовало электронные компьютеры для расчёта орбиты Джона Гленна вокруг Земли, официальные лица обратились к Гобл с просьбой проверить цифры компьютера; Гленн просил именно её и отказался лететь, пока Джонсон не проверит расчёты.
Позже Гобл работала непосредственно с цифровыми компьютерами. Её способности и репутация точности помогли укрепить доверие к новой технологии. В 1961 году её работа помогла гарантировать, что капсула Freedom 7 Алана Шепарда будет найдена быстро после приземления, используя установленную точную траекторию.
Гобл также помогла рассчитать траекторию полёта «Аполлона-11» на Луну в 1969 году. Во время высадки на Луну Джонсон была на совещании в горах Поконо. Она и еще несколько человек столпились вокруг небольшого телевизионного экрана, наблюдая за первыми шагами на Луне. В 1970 году Джонсон работал над лунной миссией «Аполлон-13». Когда миссия была прервана, её работа над резервными процедурами и картами помогла определить безопасный путь для возвращения экипажа на Землю, создав систему наблюдения с одной звездой, которая позволила бы астронавтам точно определять свое местоположение. В интервью 2010 года Джонсон вспоминала: «Все были обеспокоены тем, чтобы они туда добрались. Мы были обеспокоены тем, чтобы они вернулись». Позже в своей карьере Джонсон работала над программой космического корабля «Спейс шаттл» и над планами пилотируемого полёта на Марс.

### Личная жизнь и смерть
У Кэтрин и Джеймса Фрэнсиса Гобла было три дочери. Семья жила в Ньюпорт-Ньюсе, штат Виргиния, с 1953 года. Джеймс умер от неоперабельной опухоли головного мозга в 1956 году, а три года спустя Кэтрин вышла замуж за Джеймса А. «Джима» Джонсона, офицера армии США и ветерана Корейской войны. Пара прожила в браке 60 лет до смерти Джима Джонсона в марте 2019 года в возрасте 93 лет. Джонсон, у которой было шесть внуков и 11 правнуков, жила в Хэмптоне, штат Виргиния. Она помогала своим внукам и студентам делать карьеру в области науки и технологий.
Гобл была членом пресвитерианской церкви Мемориала Карвера в течение 50 лет, где пела в составе хора. Она также была членом женского общества Alpha Kappa Alpha.
Джонсон умерла в доме престарелых в Ньюпорт-Ньюсе 24 февраля 2020 года в возрасте 101 года. После её смерти Джим Брайденстайн, администратор НАСА, назвал ее «американским героем» и заявил, что «её новаторское наследие никогда не будет забыто».

## Память и награды
Джонсон является соавтором 26 научных статей. Её социальное влияние как пионера в области космической науки и вычислительной техники подтверждается полученными ею наградами и её статусом образца для подражания в жизни в науке. Джонсон была названа выдающимся выпускником года колледжа штата Западная Виргиния в 1999 году. Президент Барак Обама вручил ей Президентскую медаль Свободы, одну из 17 американцев, удостоенных этой награды 24 ноября 2015 года. Её назвали новаторским примером афроамериканцев. женщины в STEM. Президент Обама тогда сказал: «Кэтрин Г. Джонсон отказалась ограничиваться ожиданиями общества в отношении её пола и расы, одновременно расширяя границы досягаемости человечества». НАСА отметило её «историческую роль одной из первых афроамериканок, работавших учёными НАСА».
В 2016 году вышла в свет книга Марго Ли Шеттерли «Скрытые фигуры», посвящённая Кэтрин Джонсон и другим темнокожим женщинам, работавшим в НАСА в 1960-е годы и вынужденным бороться за свои права. В том же году режиссёром Тедом Мелфи был снят одноимённый фильм, где роль Кэтрин исполнила Тараджи П. Хенсон. Фильм получил высокие оценки критиков и зрителей, а также три номинации на премию «Оскар». Сама Джонсон присутствовала на церемонии вручения наград в качестве почётной гостьи.
В её честь названы два объекта НАСА. 5 мая 2016 года новое здание площадью 40 000 квадратных футов (3700 м²) было названо «Центром вычислительных исследований Кэтрин Г. Джонсон» и официально открыто в Исследовательском центре агентства в Лэнгли в Хэмптоне, штат Виргиния. Заведение официально открыло свои двери 22 сентября 2017 года. Джонсон присутствовал на этом мероприятии, которое также ознаменовало 55-летие исторического запуска и приводнения ракеты астронавта Алана Шепарда, успеха, которого Джонсон помогла достичь. На церемонии заместитель директора Левин сказал о Джонсоне следующее: «Миллионы людей по всему миру наблюдали за полетом Шепарда, но чего они тогда не знали, так это того, что расчеты, которые позволили ему попасть в космос и благополучно вернуться домой, были выполнены сегодняшним гостем. честь, Кэтрин Джонсон». Во время мероприятия Джонсон также получил награду «Серебряный Снупи»; НАСА заявило, что её часто называют наградой астронавта, и она вручается тем, «кто внесла выдающийся вклад в безопасность полетов и успех миссии». 22 февраля 2019 года НАСА переименовало Независимый центр проверки и проверки в Фэрмонте, Западная Виргиния, в Независимый центр проверки и проверки Кэтрин Джонсон.
Джонсон была включена в список 100 влиятельных женщин мира по версии BBC в 2016 году. В видео НАСА 2016 года заявило: «Её расчеты оказались столь же решающими для успеха программы высадки на Луну Аполлона и запуска программы космических шаттлов, как и для первых шагов на пути страны в космос».
Популяризатор науки Майя Вайнсток разработала прототип Lego для женщин НАСА в 2016 году, в который вошла Джонсон; она отказалась напечатать свое изображение на конечном продукте. 12 мая 2018 года Колледж Уильяма и Мэри присвоил ей звание почётного доктора. В августе 2018 года Университет штата Западная Виргиния учредил стипендию STEM в честь Джонсон и установил её статую в натуральную величину на территории кампуса. В 2018 году Mattel анонсировала куклу Барби по образу Джонсон со значком НАСА. В 2019 году Джонсон была объявлена одним из членов первого класса Зала славы правительства.
В июне 2019 года Университет Джорджа Мейсона назвал самое известное здание в своем научно-техническом кампусе — Зал Кэтрин Дж. Джонсон.
В 2020 году школьный округ Вефиль в Вашингтоне назвал свою новую школу Начальной школой Кэтрин Дж. Джонсон.
2 ноября 2020 года государственные школы округа Фэрфакс — крупнейшее школьное подразделение в Содружестве Виргиния и 12-е по величине школьное подразделение в Соединённых Штатах, а также город Фэрфакс, штат Виргиния, объявили, что школьный совет последнего проголосовал за переименование своего среднего школьного подразделения. от школы, ранее названной в честь солдата Конфедерации, поэта и музыканта Сидни Ланье, до средней школы Кэтрин Джонсон (KJMS), после того как 85 процентов ее жителей выразили свою поддержку.
6 ноября 2020 года в космос был запущен спутник, названный в её честь (СuSat 15 или «Кэтрин», COSPAR 2020-079G). В феврале 2021 года компания Northrop Grumman назвала свой космический корабль Cygnus CRS NG-15 для снабжения Международной космической станции «SS Katherine Johnson» в её честь.
В 2021 году Объединенный школьный округ Сан-Хуан в Сакраменто, Калифорния, назвал свою новую школу средней школой Кэтрин Джонсон. В том же году государственные школы округа Балтимор назвали одну из трёх своих новых школ Глобальной академией Кэтрин Джонсон.